# Ribose
Ribose is een monosacharide (een enkelvoudige suiker), meer bepaald een pentose met formule C5H10O5 die van nature voorkomt in sommige nucleïnezuren en als zodanig een bestanddeel is van spieren.
Ribose is een essentieel onderdeel van ATP (adenosinetrifosfaat). Het maakt daarnaast deel uit van voor de energiestofwisseling belangrijke stoffen als FAD, NAD, Co-enzym A, cAMP en RNA. Onder normale omstandigheden maakt het lichaam zelf voldoende ribose uit glucose.